# جوناثان هيريرا (لاعب كرة قدم)
جوناثان هيريرا (بالإسبانية: Jonathan Herrera)‏ هو لاعب كرة قدم مكسيكي في مركز الهجوم، ولد في 25 مايو 2001 في كولياكان في المكسيك. لعب مع نادي أطلس.

## وصلات خارجية
- جوناثان هيريرا (لاعب كرة قدم) على موقع قاعدة بيانات كرة القدم.إي يو (الإنجليزية)
- جوناثان هيريرا (لاعب كرة قدم) على موقع Soccerway.com (الإنجليزية)